# Cantone di Carpentras
Il Cantone di Carpentras è una divisione amministrativa dell'Arrondissement di Carpentras.
È stato istituito a seguito della riforma dei cantoni del 2014, che è entrata in vigore con le elezioni dipartimentali del 2015.

## Composizione
Comprende i comuni di:
- Aubignan
- Carpentras
- Loriol-du-Comtat